# 林權助 (臺灣)
林權助（1922年—1977年），出生於臺中，攝影師、攝影記者。作品以寫實攝影紀錄臺灣50至70年代的時事與地方風土民情。

## 生平事略
林權助出生於臺中，父親林草（1881-1953）為開設照相館的臺灣前輩攝影師，自小便在父親的「林寫真館」學習。1949年起自行研究彩色暗房沖洗技術。1951年接掌父業，將「林寫真館」改名為「林照相館」，業務增擴包含工商攝影及錄影。1953年，他兼任「民生日報」與「中央日報」的地方攝影記者。1954年與陳耿彬等攝影藝術同好共創「臺中市攝影研究會」。1961年該研究會更名為「臺中市攝影學會」，由林權住擔任理事，在臺灣中部地區推廣攝影理念與活動，並任數屆臺灣省美術展攝影類作品評審的裁判。攝影作品常刊登於臺灣省政府與省農會發行之刊物、臺灣省觀光導覽手冊、光華雜誌、光啟月曆等。1969年，拍攝登月太空人阿姆斯壯至臺中訪問的情形。1977年6月於採訪中，心臟病突發去世。

## 攝影創作
林權助創作以紀實攝影為主要風格。在照相館業務與攝影記者工作之餘，利用鏡頭紀錄臺灣地方民情與農村生活景象。透過畫面結構安排以及對光影的掌握，捕捉當時常民生活各種瞬間，尤擅長使用逆光技巧。此外，林氏自行研究彩色暗房沖洗技術，是臺灣早期從事彩色攝影的研發與創作者之一。林權助過世後留下一萬多張影像，大部分為臺灣1950至1970年代的社會樣貌，如農村生活、庶民勞工、原民紀實及社會時事等，為臺灣留下許多史料紀錄。  在「林照相館」發生財務危機時，林權助之妻吳足美（1930年出生於彰化）認為婦女美容美姿是有發展潛力的行業，毅然決定前往日本學習相關技術；學成回國後，配合照相館的結婚照業務，於「林照相館」二樓開設「助美美容院」美容髮型補習班， 夫妻合作，提供從新娘化妝、整體造型到婚紗攝影的綜合服務，使「林照相館」也開啟了台灣最早的婚紗攝影產業。

## 展覽紀錄
1965年，與余如季、許炎稜聯展。
1966年，於臺中市近郊拍攝大量白鷺鷥生態並舉辦個展。
1972年，偕同妻子一同舉辦與婚紗攝影結合之緞帶花展。
1977年，9月舉辦「名攝影家―林權助攝影遺作展」。
2012年，國立歷史博物館舉辦「光影歲月―庶民臺灣1920-1992」、「凝視•對望―福爾摩沙之眼攝影展」。